# 프리토리아 대학교
프리토리아 대학교(Universiteit van Pretoria, The University of Pretoria)는 남아프리카 공화국의 수도 중의 한 곳인 프리토리아에 있는 가장 규모가 큰 대학으로 2008년 현재 학생 57,409명(남아프리카 공화국 이외 학생 2500명)을 보유한 교육기관이다. 의대와 신학부, 그리고 법학부를 포함한 여러 학부가 있다.

프리토리아 대학교 인문사회학 건물

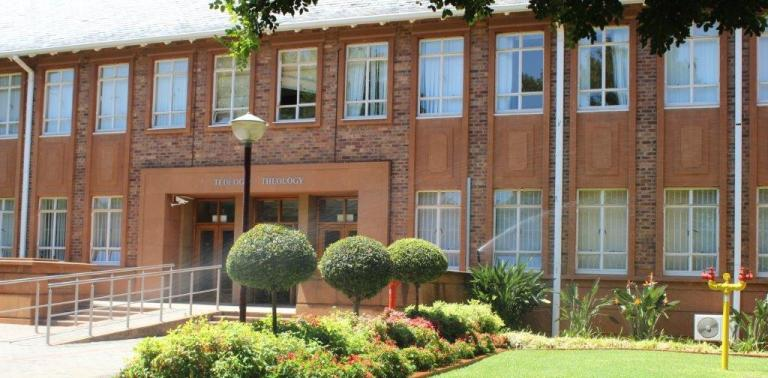
프리토리아 대학교 신학부

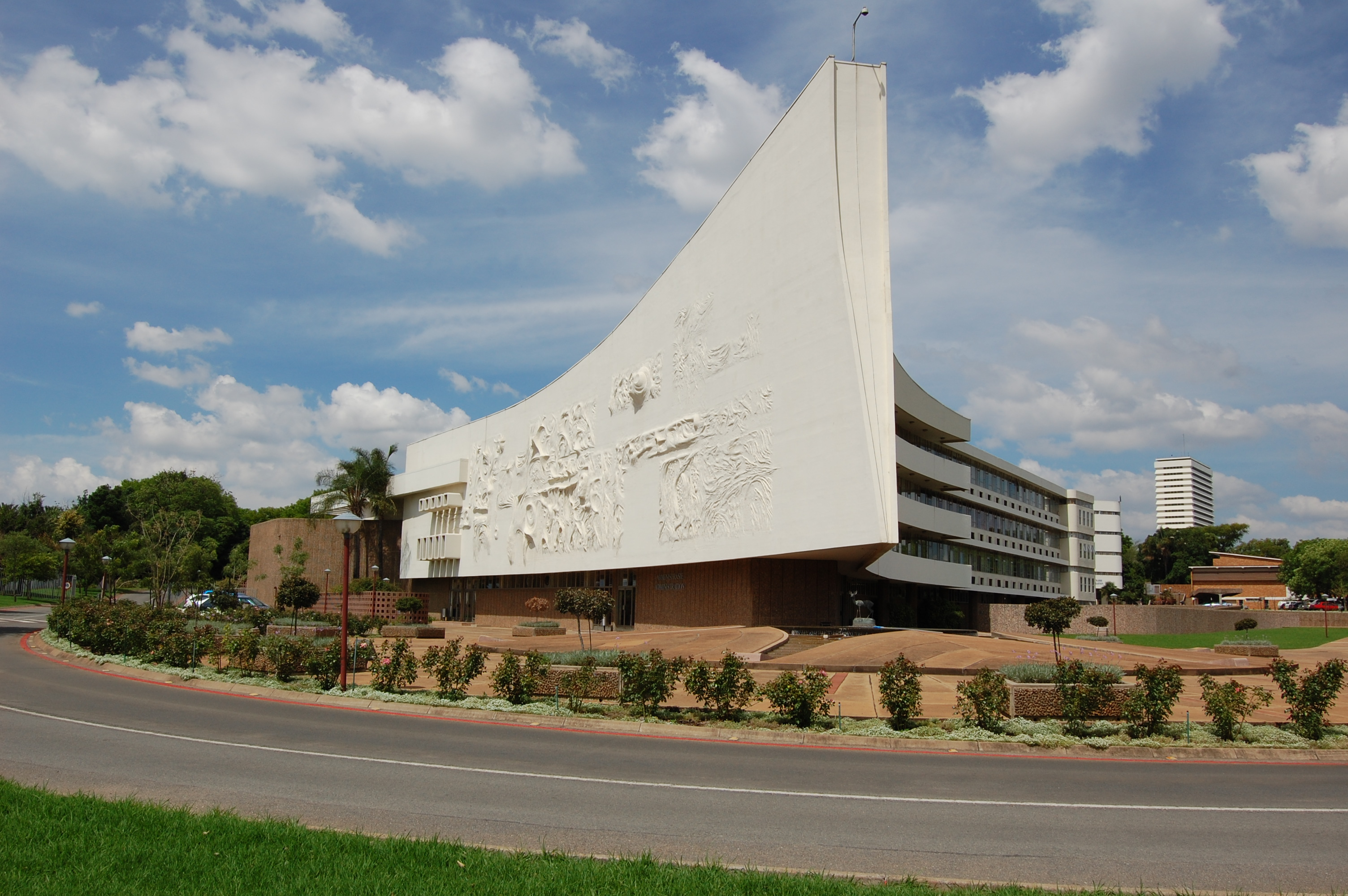
프리토리아 대학교 행정건물

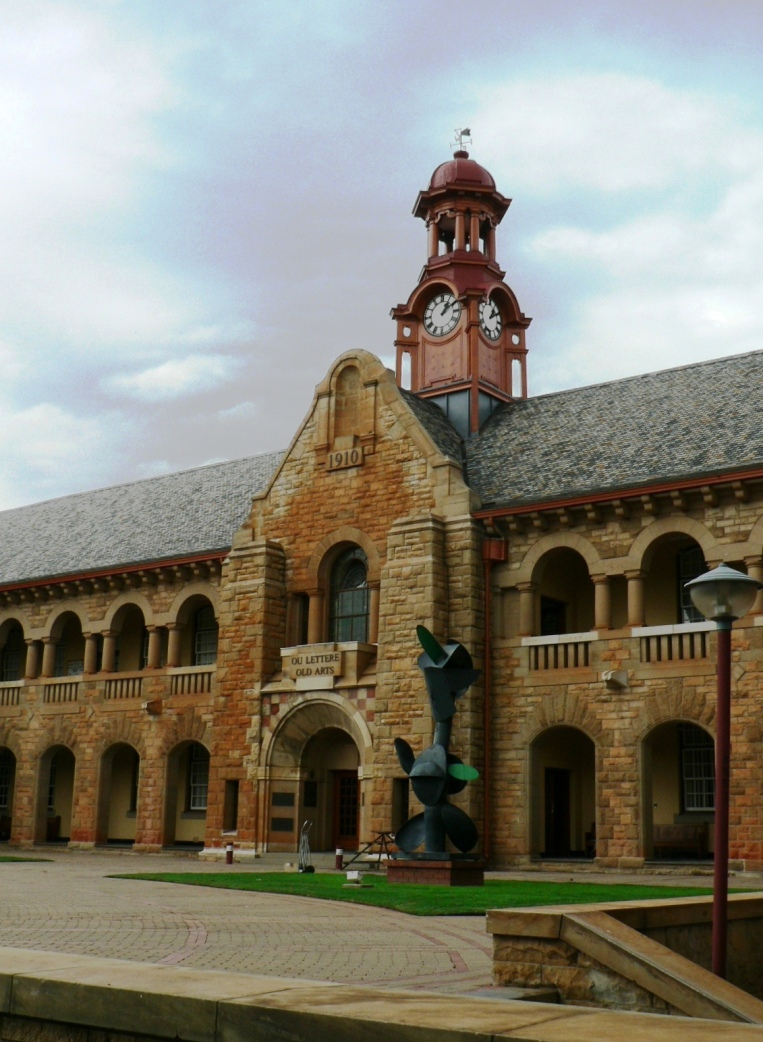

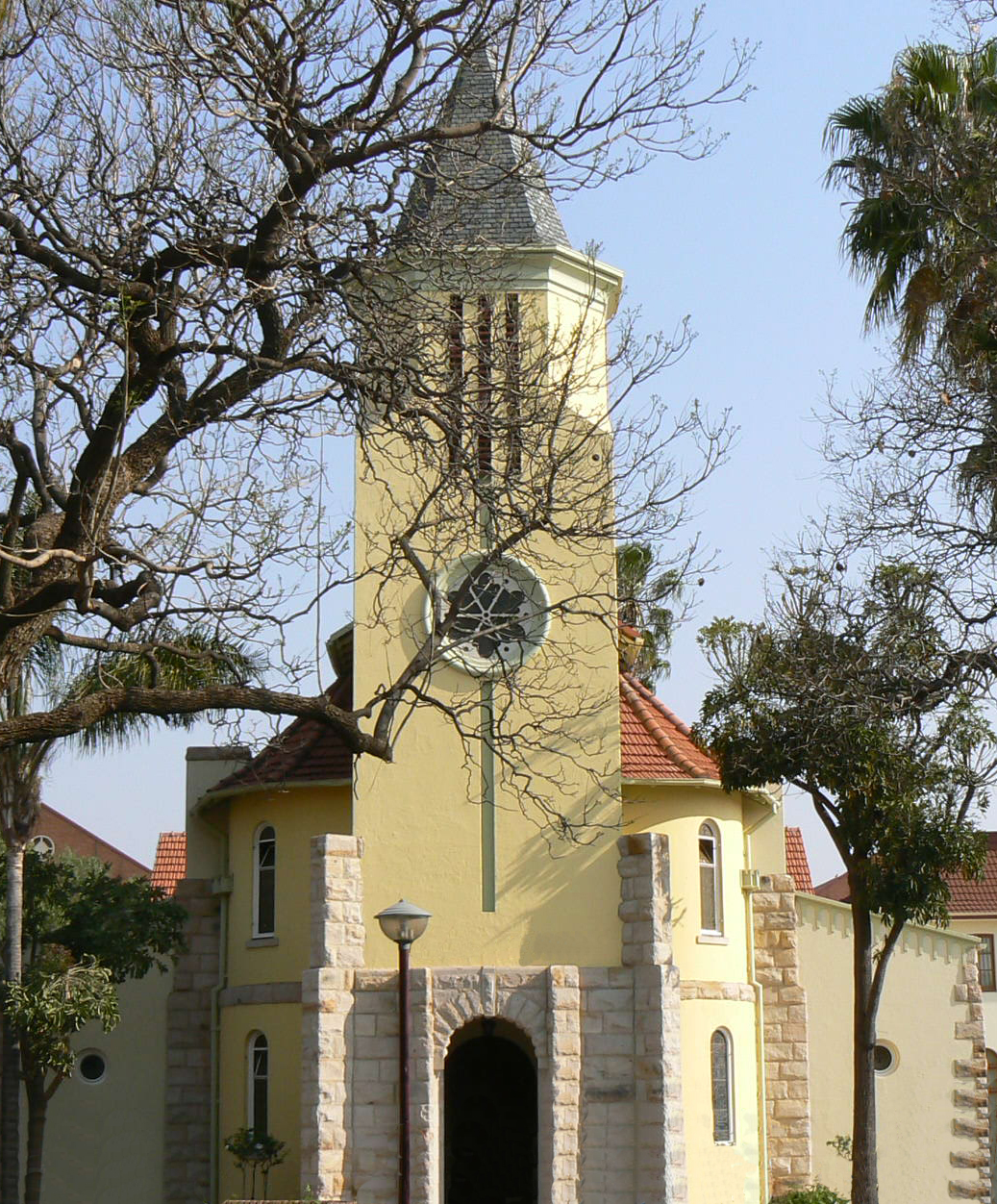
대학교회, 프리토리아 대학교(Saint Alfons Maria de Liguori)

## 한국졸업생
한국의 졸업생가운데 주로 신학 분야가 많다. 김대원, 이정현(소망교회), 이상만(오이코스선교회 대표(백석대학교), 안명준(평택대학교), 황종석(백석대학교)홍철(전 대신대), 심명석(총신대학교), 김용준(전 광신대), 유창형(칼빈대), 오현철(성결대학교), 이석호(안양대학교), 이상만(광신대학교), 노원석(백석대학교), 신성욱(아세아연합신학대학교), 김경열(총신대), 라은성(총신대), 배춘섭(총신대학교신대원) 박사를 비롯한 약 40명 이상이 졸업하였다.

### 캠퍼스 지도
- Google map of UP main campus
- Open Street Map of UP main campus
- Google map of UP Groenkloof campus
- Open Street Map of UP Groenkloof campus
- Aerial view of UP Hammanskraal campus[깨진 링크(과거 내용 찾기)]
- Google map of UP Mamelodi campus
- Google map of UP Onderstepoort campus
- Google map of UP Prinshof campus
- Open Street Map of UP Prinshof campus
- Campus tour